# Фрідріх фон Рабенау
Фрідріх фон Рабенау (нім. Friedrich von Rabenau; 10 жовтня 1884, Берлін — 14 або 15 квітня 1945, Флоссенбюрг) — німецький військовий діяч, генерал артилерії вермахту. Діяч антинацистського Опору. Теолог.

## Біографія
Молодший з трьох дітей гінеколога Фрідріха Людвіга Ебергарда фон Рабенау і його дружини Валлі, уродженої Небель. Дядько Райнгарда Гелена.
Спочатку хотів стати пастором, але в 1903 році поступив на службу фанен-юнкером в Імперську армію. Учасник Першої світової війни, за бойові заслуги відзначений численними нагородами. Після завершення світової війни брав участь у війні за незалежність Латвії, воював проти Червоної армії.
Продовжив службу в рейхсвері, з 1922 по 1927 рік служив у військовому міністерстві. З 1927 по 1930 рік — командир 2-го дивізіону 1-го польового артилерійського полку в Кенігсберзі, потім — 1-й офіцер Генштабу в штабі командування 2-ї групи в Касселі. З 1932 по 1936 рік відвідував лекції з військової історії в університетах Бреслау і Мюнстера. В 1932 році призначений комендантом Бреслау, з 1933 року постійно конфліктував з керівником СА і поліції Едмундом Гайнесом. Ребенау постійно отримував анонімні погрози, які припинились лише після Ночі довгих ножів. Одночасно читав лекції в університеті Бреслау, за що в 1935 році став почесним доктором філософії. З 1934 по 1936 рік служив у інспекції 6-го військового округу. В 1936 році був уповноважений Людвігом Беком створити незалежний центральний архів німецької армії. На посаді «начальника армійських архівів» Рабенау контролював військові архіви Дрездена, Штутгарта і Мюнхена, пізніше також архіви Відня, Праги і Данцига. Він прагнув запобігти ідеологічному спотворенню інформації.
Глибокі християнські переконання Рабенау зробили його противником нацизму. Він чітко виразив свої антинацистські погляди у всіх своїх творах, через що більшість нових видань були заборонені, а решта (особливо біографія Ганса фон Зекта) були піддані глибокій цензурі. В 1937 році Рабенау підписав заяву 96 керівників протестантської церкви проти Альфреда Розенберга і його книги Protestantische Rompilger. При цьому він не вступив у жодну групу Опору, однак став зв'язковим між Людвігом Беком і Карлом Герделером, а також консультантом і членом гуртка Крайзау.
З 26 серпня по 29 вересня 1939 року — командир 73-ї піхотної дивізії, потім знову призначений начальником армійського архіву. На цій посаді він, прикриваючись службовими відрядженнями, намагався схилити на бік опору Вальтера фон Браухіча, Гайнца Гудеріана і Фрідріха Фромма. З 1941 року гестапо слідкувала за його телефоном і поштою. Учасник Польської кампанії, після якої піддав різкій критиці нелюдську війну Гітлера. Через це та релігійність Рабенау став непопулярним він був відправлений у резерв в 1942 році. Почав вивчати протестантську теологію в Берлінському університеті, за що в 1943 році був удостоєний звання Licentiatus theologiae. Написав докторську дисертацію на тему військового капеланства.
Християнські переконання Рабенау не дозволяли йому брати участь у вбивстві Гітлера, однак після провалу Липневої змови він був заарештований і 11 серпня 1944 року був поміщений разом із декількома іншими членами Опору в берлінську військову в'язницю. Звідти 13 січня 1945 року Рабенау перевели в концтабір Заксенгаузен, потім — у Бухенвальд і у Флоссенбюрг, де 14 або 15 квітня він був вбитий за особистим наказом Генріха Гіммлера. Приблизна дата смерті встановлена за телеграмою, яку штурмбаннфюрер СС Курт Штавіцкі відправив Ріхарду Глюксу і Генріху Мюллеру 15 квітня о 8:03.

## Сім'я
Був одружений, мав двох дочок.

## Нагороди

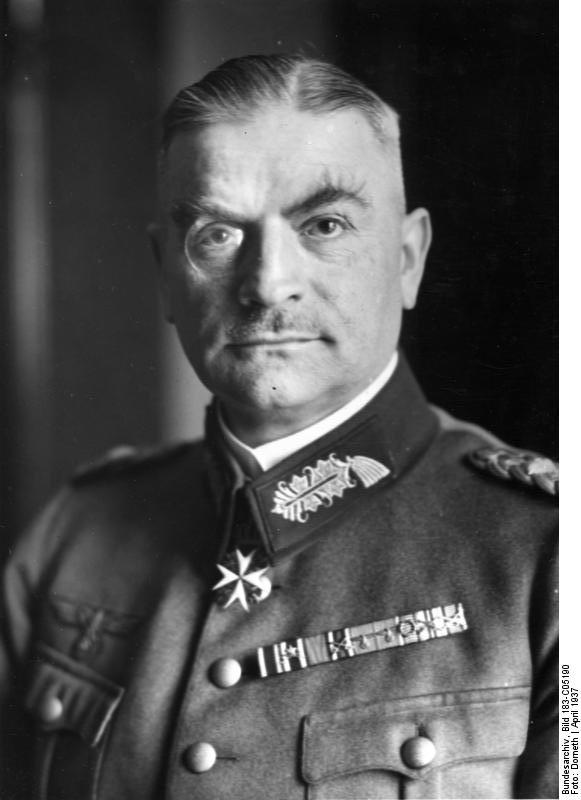
Генерал-лейтенант фон Рабенау (1937).

- Орден Святого Йоанна (Бранденбург), лицар справедливості
- Залізний хрест 2-го і 1-го класу
- Королівський орден дому Гогенцоллернів, лицарський хрест з мечами
- Хрест Фрідріха (Ангальт)
- Хрест «За військові заслуги» (Австро-Угорщина) 3-го класу з військовою відзнакою
- Почесний хрест ветерана війни з мечами
- Пам'ятна військова медаль (Австрія) з мечами
- Пам'ятна військова медаль (Угорщина) з мечами
- Медаль «За вислугу років у Вермахті» 4-го, 3-го, 2-го і 1-го класу (25 років)
- Застібка до Залізного хреста 2-го і 1-го класу

### Почесні звання
- Почесний доктор факультету філософії університету Бреслау (1935)
- Почесний викладач Мюнстерського університету (1935)
- Титул Licentiatus theologiae (11 листопада 1943)

### Праці на військову тематику

#### Статті та ессе
- Wehr und Kultur. In: Berliner Illustrirte Zeitung. Sonderband Nr. 4685 v. 26. November 1936. Die deutsche Wehrmacht. Ullstein, Berlin 1936.
- Zur 90. Wiederkehr des Todestages des Generalfeldmarschalls von Boyen. In: Militärwissenschaftliche Rundschau. 3. Jahrgang 1938, Heft 1, Verlag E.S. Mittler & Sohn, Berlin 1938.
- Zum 125. Todesjahr Scharnhorsts. In: Monatsschrift der Deutschen Gesellschaft für Wehrpolitik und Wehrwissenschaften. Mai 1938, Heft 4, Verlag E.S. Mittler & Sohn, Berlin 1938.

#### Книги
- Die alte Armee und die junge Generation. Mittler, Berlin 1925.
- Operative Entschlüsse gegen einen an Zahl überlegenen Gegner. Mittler, Berlin 1935.
- Seeckt. v. Hase & Koehler, Leipzig 1938.
  - Hans von Seeckt. Aus meinem Leben 1866—1917.
  - Hans von Seeckt. Aus seinem Leben 1918—1936.
- Scharnhorst nach 1808–Seeckt nach 1918. Landesgeschichtliche Vereinigung für die Mark Brandenburg, Berlin 1939.
- Buch und Schwert. Rede anlässlich der Herbstveranstaltungen für das deutsche Schrifttum vom 18. Oktober 1940. Bibliographisches Institut, Leipzig 1940.
- Von Geist und Seele des Soldaten. Eher, Berlin 1940.
- Geistige und seelische Probleme im jetzigen Krieg. Eher, Berlin 1940.
- Vom Sinn des Soldatentums. Du Mont Schauberg, Köln 1941.

Також написав передмову для:
- Erinnerungen und Dokumente von Marschall Josef Pilsudski, Band III Militärische Vorlesungen. Essener Verlagsanstalt, Essen 1935–36.
- Weltrüstung von Michael Freund, Essener Verlagsanstalt, Essen 1936. aus: Liste der auszusondernden Literatur. (Berlin: Zentralverlag, 1946), Deutsche Verwaltung für Volksbildung in der sowjetischen Besatzungszone[18]
- Moltke. Ein Vorbild von Generaloberst v. Seeckt, 2. Aufl., Koehler & Amelang, Leipzig 1938.

### Праці з теології
- Ernste Laiengedanken. (Manuskript) Berlin 1943.
- 19 Laienpredigten. (Manuskript) Berlin 1943.
- Die Entwicklung der Grundzüge der deutschen Heeresseelsorge bis zum Jahre 1929 unter besonderer Berücksichtigung des 100.000 Mann-Heeres.(Licentiatenschrift) Berlin 1943.